# موفیت (داکوتای شمالی)
موفیت (به انگلیسی: Moffit) یک منطقهٔ مسکونی در ایالات متحده آمریکا است که در شهرستان برلی، داکوتای شمالی واقع شده‌است.